# Harry Callahan (photographe)
Pour les articles homonymes, voir Harry Callahan et Callahan.
Harry Callahan, né le 22 octobre 1912 à Détroit et mort le 15 mars 1999 à Atlanta, est un photographe américain reconnu pour son innovation dans la photographie moderne.
Il a séjourné à Aix-en-Provence, dans le sud de la France, et son œuvre comprend de nombreuses images réalisées dans cette ville et sa région.

## Biographie
Harry Morey Callahan est né le 22 octobre 1912 à Détroit, dans l'État du Michigan aux États-Unis. Il étudie les mathématiques à l'université de Lansing (Michigan). En 1935, il est diplômé en commerce au Michigan State College. L'année suivante, il épouse Eleanor Knapp qu'il a rencontrée aux usines Chrysler où ils travaillaient tous les deux. Le couple donnera naissance en 1950 à une fille, Barbara, qui apparaît souvent sur les images de son père. En 1938 il achète son premier appareil photo et rejoint le club de photographie chez Chrysler Motors.
En 1941, il assiste à un atelier d'Ansel Adams qui l'influence beaucoup et lui fait découvrir les principes du zone system, permettant d'ajuster les conditions de prise de vue au contraste de la scène photographiée. C'est à ce moment qu'il troque son agrandisseur pour un appareil photo 8 × 10. László Moholy-Nagy lui offre un poste d'enseignant à l'Institute of Design de Chicago en 1946 ; Callahan accède à la tête de son département trois ans plus tard.
En 1956, il bénéficie d'une bourse de la Graham Foundation, ce qui lui permet de passer un an en France avec sa famille de 1957 à 1958, sur le conseil d'Edward Steichen. Il s'installe à Aix-en-Provence, où il réalise de nombreuses photographies.
En 1962, il expose à New-York au Museum of Modern Art, et part enseigner à la Rhode Island School of Design, dans la ville de Providence (capitale de l'État de Rhode Island). Il dirigera son département jusqu'à son départ à la retraite en 1977 en photographie.
En 1963, il voyage en Amérique latine, en Europe, en Afrique du nord et en Asie.
En 1983, il déménage à Atlanta, Géorgie et y vit jusqu'à sa mort le 15 mars 1999,.

## Œuvre photographique
La méthode de travail de Callahan consistait à consacrer la matinée à déambuler là où il vivait pour y prendre de nombreuses photographies. Il passait ensuite son après-midi à faire des essais de tirage à partir des meilleurs négatifs.
Les images de Callahan et notamment ses scènes de rue témoignent de sa rigueur formelle et de sa préoccupation esthétique quant à la place de la lumière dans ses compositions. Pendant toute sa vie d'artiste, il explore trois sujets de prédilection : la ville et l'architecture, la nature, et sa famille.
Ses modèles sont ainsi sa femme, Eleanor, sa fille, Barbara, et les passants qu'il croise au détour des rues. Il photographie également des scènes champêtres avec ou sans personnages. À chaque fois, il met l'accent sur les lignes et les formes ainsi que  sur le contraste et la luminosité. Il joue aussi avec les techniques d'exposition multiple. Son travail est une réponse très personnelle à sa vie. Il encourage d'ailleurs ses étudiants à faire de même en « photographiant leur vie » ; et il le leur montre au travers de ses propres images. Cependant, il n'est pas sentimental, romantique ou émotionnel. Il illustre beaucoup la place centrale qu'occupe Eleanor dans sa vie en faisant d'elle son sujet principal pendant près de 15 ans, mais les images ne représentent pas ce qu'elle est, ce qu'elle a fait ou ce qu'elle pense. Son art est une longue réflexion sur les possibilités de la photographie dans une utilisation ludique, mais pas naïve.
Eleanor est essentielle dans son art de 1947 à 1960. Il la photographie partout : chez eux, dans les rues, devant un paysage, que ce soit seule ou avec leur fille, en noir et blanc ou en couleur, nue ou habillée, éloignée ou en gros plan. Les nus ne montrent pas le visage d'Eleanor, et elle apparaît tant de face que de dos. Il étudie beaucoup d'aspects techniques : doubles ou triples expositions, flous, grands appareils photos ou boîtiers compacts. Il exploite aussi bien des formats rectangulaires que le carré. Il réalise par exemple des images en surimpression utilisant le même nu de son épouse, ou des expositions multiples en mosaïque.
Ses scènes de rue présentent de violents contrastes entre les hautes et les basses lumières - les passants se trouvant préférentiellement en ombre chinoise dans les zones de haute lumière. Les scènes de nature pourront par exemple présenter de menus détails très lumineux sur un arrière-plan sombre. Quelques images hivernales montrent de petites silhouettes noires perdues sur un fond uniformément blanc.
En 1950 naît Barbara et déjà bien avant sa venue au monde, elle « apparaît » sur des clichés mettant en scène la grossesse d'Eleanor. De 1948 à 1953, sa femme et sa fille sont photographiées dans des paysages où Callahan fait ressortir le contraste avec l'immensité de l'espace (parcs, plans d'eau, vue vers l'horizon). Mais peu importe la petitesse de la surface occupée par les deux femmes sur l'image, elles restent toujours dominantes dans la perception de l'observateur.
En 1994, il sélectionne 130 tirages originaux avec l'aide de son ami le galeriste Peter MacGill, et les réunit sous le nom de French Archives, pour les offrir à la Maison Européenne de la Photographie. Une partie de ces images a été réalisée à Aix-en-Provence et dans le Sud de la France, et fait l'objet d'une exposition temporaire au Musée Granet d'Aix-en-Provence en 2019.
Harry Callahan laisse 100 000 négatifs et plus de 10 000 tirages derrière lui. Le Center for Creative Photography (Université d'Arizona à Tucson) – qui rassemble, préserve et expose tout ce qui est essentiel à la compréhension de la photographie et à son histoire et qui possède plus d'archives et de travaux individuels de photographes américains du XXe siècle que tout autre musée dans le monde – conserve les archives de Harry Callahan. Ses tirages sont dispersés dans de nombreuses collections publiques et privées.

## Récompenses
En 1956, Harry Callahan est titulaire du Graham Foundation Award, une bourse qui lui permet de passer un an en France avec sa famille.
En 1996, il reçoit la National Medal of Arts.

## Citation
« Il ne s'agit pas de transmettre une vision mais de toucher les gens avec mes images.»

## Publications
En 1964, il publie son premier ouvrage : (en) Photographs, édité à Santa Barbara par la galerie El Mochuelo Gallerya.
- (en) Water's edge (préf. A. R. Ammons), New York, Callaway Editions, 1980.
- avec John P. Schaefer et Andrea G. Stillman : (en) Ansel Adams in color (préf. James L. Enyeart), Boston, Little, Brown and company, 1993, 131 p.  (ISBN 0-8212-1980-4).

## Expositions
- 2 décembre 1976 - 8 février 1977 : Harry Callahan, rétrospective, Museum of Modern Art (MoMA), New York[1],[5].
- 10 septembre - 6 octobre 1984 : Harry Callahan, Museum of Contemporary Photography, Chicago.
- 3 mars - 19 mai 1996 : Harry Callahan, National Gallery of Art, Washington

puis 14 septembre - 24 novembre 1996 : Philadelphia Museum of Art, Philadelphie ; 11 février 1997 - 6 avril 1997 : High Museum of Art, Atlanta.
- juin - juillet 2000 : Harry Callahan, Fondation La Caixa, Madrid.
- 27 janvier - 7 mai 2006 : Harry Callahan : the photographer at work, Center for Creative Photography, Tucson.

puis 24 juin - 24 septembre 2006 : Art Institute of Chicago, Chicago.
- 7 septembre - 19 décembre 2010 : Harry Callahan. Variations, Fondation Henri-Cartier-Bresson, Paris[6].
- 9 novembre 2016 - 29 janvier 2017 Harry Callahan, French archives, Maison européenne de la photographie, Paris[7].